# Mainmise (magazine)
Mainmise est une publication québécoise sur la contre-culture, fondée en octobre 1970 et disparue en 1978, qui s'inspire du mouvement underground californien. Elle est considérée par certains comme le principal organe de la culture hippie au Québec durant les années 1970. 

## Histoire
D'abord bimestrielle, elle devient mensuelle à partir du numéro 7 (octobre 1971). 78 numéros sont parus en huit ans sous trois formats : livre, revue et tabloïd.
Mainmise était membre associé de l'Underground Press Syndicate (UPS), un réseau de journaux et de magazines contre-culturels américains fondé en 1966.
En 1970, à la suite de la parution d'une traduction du Gay Manifesto de Carl Wittman, Mainmise participe à la création du Front de Libération Homosexuel du Québec,.
L'équipe originale du magazine est constituée de Jean Basile Bezroudnoff, directeur des pages culturelles au journal Le Devoir, Georges Khal, pigiste au Devoir et animateur radio à CKGM, Kenneth Chalk, professeur à l'Université Sir-George-Williams, Linda Gaboriau, animatrice radio à CKGM, Christian Allègre, chroniqueur des Beaux Arts au Devoir et Denis Vanier, poète québécois.
Les personnes suivantes participeront également à la publication de Mainmise au fil des ans : Michel Bélair, Michel Bogos, Paul Chamberland, Raôul Duguay, Guy Latulipe,  Gérard Lambert, Liliane Lemaître-Auger, Merrily Paskal, Claude Péloquin, Rolland Vallée, Daniel Vincent et Pat Blaizel jeune dessinateur graphiste.